# Lev Chestakov
Pour les articles homonymes, voir Chestakov.
Lev Lvovitch Chestakov (en russe : Лев Львович Шестаков) est un aviateur soviétique, né le 28 décembre 1915 et décédé le 13 mars 1944. Une des grandes figures de l'aviation soviétique, il s'illustra pendant la guerre civile espagnole puis la Seconde Guerre mondiale et fut distingué par le titre de Héros de l'Union soviétique.

## Biographie

### Jeunesse
Lev Lvovitch Chestakov est né le 28 décembre 1915 dans le village d'Avdiïvka au sein d'une famille de cheminots. Il intègre l'école ferroviaire, la FZU, en 1930, puis est accepté à l'institut des ingénieurs ferroviaire de Dniepropetrovsk. Cependant, après avoir réussi son entrée au Komsomol le 8 août 1934, il intègre en tant que cadet l'école militaire d'aviation des pilotes de Vorochilovgrad. Sorti brillamment de cette école militaire en 1935, Lev Lvovitch Chestakov entre dans un escadron de chasse des environs de Kiev.

### Guerre d'Espagne
Au milieu de l'année 1937, le lieutenant Chestakov se porte volontaire pour aller combattre en Espagne, alors en pleine guerre civile. Aux commandes d'un Polikarpov I-16, il y effectue plus de 150 missions de guerre, 90 combats aériens et abat personnellement 8 avions ennemis et 31 en coopération. Ces succès lui valent l'ordre de Lénine et l'ordre du Drapeau rouge. De retour en Union soviétique, il est muté au 69.IAP (régiment de chasse aérienne), nouvellement créé.

### Grande Guerre patriotique
À l'été 1941, il est major (commandant) à la tête du 69.IAP, basé près d'Odessa. Au cours des premiers combats qui l'opposent aux envahisseurs allemands, il fait à nouveau preuve de ses remarquables talents de pilote et de chef : en moins de trois mois, il abat 11 appareils ennemis. Peu après, son unité, rebaptisée 9.GuIAP (régiment de chasse aérienne de la Garde), est équipée du nouveau chasseur LaGG-3. 
En 1942, promu au grade de podpolkovnik (lieutenant-colonel), il prend part, avec son unité d'élite, à la bataille de Stalingrad. Dès le printemps 1943, à nouveau promu, au grade de polkovnik (colonel), cette fois, il reçoit le commandement du 19.IAP, équipé de La-5. Il est abattu pendant un combat aérien, au cours duquel il s'attaque à 10 bombardiers Junkers Ju 88, en abat un avant d'être lui-même tué par un certain Kurt Renner, le 13 mars 1944.
Au total, de juin 1941 à mars 1944, il a obtenu 26 victoires, dont 15 individuelles et 11 en coopération, obtenues au cours de 130 missions de guerre.

### Controverse sur sa mort
Il existe une autre version de sa mort, donnée par l'historien Hans Seidl : le 13 mars 1944, en attaquant des Junkers Ju 87 Stuka, il aurait eu son propre appareil endommagé après avoir abattu deux adversaires, et se serait tué en sautant en parachute, celui-ci s'étant mis en torche.

## Palmarès et décorations

### Palmarès
- Crédité de 65 victoires homologuées, dont 23 individuelles et 42 en coopération (total donné par les historiens Tomas Polak et Christopher Shores).
- Il est aussi crédité de 74 victoires homologuées (dont 29 en solo et 45 en coopération), obtenues au cours de 600 missions de guerre et 130 combats (total donné par la plupart des historiens soviétiques et Hans Seidl).

### Décorations
- Héros de l'Union soviétique le 10 février 1942 (médaille no 988) ;
- 2 fois titulaire de l'ordre de Lénine ;
- 2 fois titulaire de l'ordre du Drapeau rouge ;
- Ordre de la Guerre patriotique de 1re classe.